# 索伊瓦河
索伊瓦河是俄羅斯的河流，屬於北梅爾瓦河的左支流，由科密共和國負責管轄，河道全長154公里，流域面積1,790平方公里，河水主要來自融雪，每年十月至翌年五月結冰。